# 141 км (зупинний пункт, Придніпровська залізниця)
141 км — пасажирський залізничний зупинний пункт Криворізької дирекції Придніпровської залізниці на електрифікованій лінії Апостолове — Запоріжжя II між станціями Мирова (5 км) та Канцерівка (9 км). Розташований в селі Катьощине Нікопольського району Дніпропетровської області. Поруч із зупинним пунктом пролягає автошлях територіального значення Т 0420.

## Пасажирське сполучення
На платформі 141 км зупиняються приміські електропоїзди сполученням Марганець — Запоріжжя.